# Dmitri Lípskerov

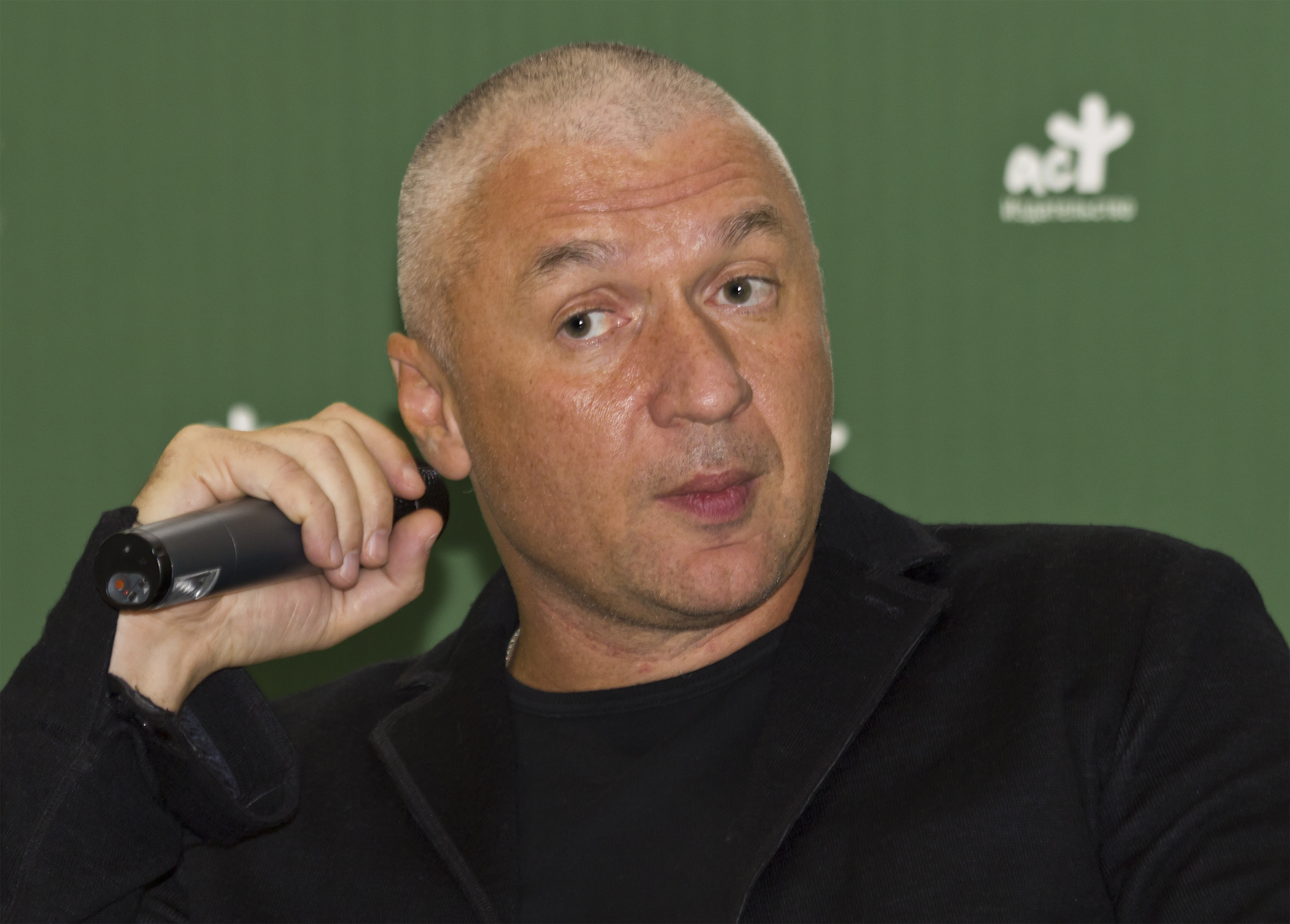

Dmítri Mijáilovich Lípskerov (en ruso: Дмитрий Михайлович Липскеров) nació el 19 de febrero de 1964 en Moscú, la URSS. Es un notable prosista posmodernista y dramaturgo modernista ruso.

## Biografía
Su padre fue un conocido guionista y dramaturgo de cine, Mijaíl Fiódorovich Lípskerov. Su madre, Inna Lípskerova, trabajó como redactora musical para la radio central. 
Dmítri se graduó en la escuela teatral Schukin (Moscú, 1981-1985). En 1984 interpretó un papel en la película “Subdivisión especial”. 
Comenzó su carrera de escritor, escribiendo obras de teatro a finales de los ochenta. En 1989 entró a la Unión de Escritores Soviéticos. De 1991 a 1993 se trasladó a vivir a los EE. UU. En 1993 regresó a Rusia y abandonó su carrera de dramaturgo, poniéndose a escribir prosa. 
Su primera novela “Cuarenta años de Changzhoe’’ (1996) le dio fama como prosista, siendo nominado para el Premio Booker ruso. En 2007 publicó sus obras completas en 8 volúmenes. 
En 1998 Lípskerov inició la fundación del Premio Debut y ahora es copresidente del consejo jurador del premio. En 2008 creó el premio literario independiente - NEFORMAT (No formato). 
Dmítri Lípskerov es también el propietario de una red de restaurantes en Moscú. 
El estilo de Lípskerov está caracterizado por la confusión del realismo y fantasía. Lípskerov explora las relaciones entre personas que sobresalen más vivamente en el ambiente fantástico y singular.

## Obras escogidas
Prosa
- «Сорок лет Чанчжоэ», 1997 - “Cuarenta años de Changzhoe’’
- «Пространство Готлиба», 1998 - Espacio de Gottlieb
- «Последний сон разума», 2000 - El último sueño da la razón
- «Пальцы для Керолайн», 2001 - Dedos para Caroline (novelas cortas, colección)
- «Родичи», 2001 - Parientes
- «Эдипов комплекс», 2002 - Complejo de Edipo (novelas cortas, colección)
- «Русское стакатто — британской матери», 2002 - Staccato ruso – a la madre británica
- «Осени не будет никогда», 2004 - Otoño no llegará nunca
- «Леонид обязательно умрёт», 2006 - Leónidas infaliblemente morirá
- «Демоны в раю», 2008 - Los demonios en el paraíso
- "Мясо снегиря", 2009 - La carne de pinzón real
- "Всякий капитан — примадонна", 2011 - Cada capitán es una primera cantante

Piezas de teatro
- Школа с театральным уклоном, 1988 - La escuela con orientación teatral
- Река на асфальте, 1989 - El río sobre asfalto
- Школа для эмигрантов, 2007 - La escuela para los emigrados (piezas de teatro, colección)

Dmítri Lípskerov escribió cerca de 20 obras de teatro.